# Anna-Greta Leijon
Anna-Greta Leijon, nata Anna Margareta Maria Lejon (Stoccolma, 30 giugno 1939 – Stoccolma, 11 aprile 2024), è stata una politica svedese, esponente dei Socialdemocratici.

## Biografia
Nata a Stoccolma il 30 giugno 1939, frequentò l'Università di Uppsala dove si laureò in scienze politiche.
Nel marzo 1963, Anna-Greta Leijon fu assunta come responsabile delle questioni sociali nell'Unione degli studenti di Uppsala, dove lavorò a fianco della politica Birgitta Dahl.

### Carriera politica
Anna-Greta Leijon lavorò presso l'Ufficio svedese del mercato del lavoro (Arbetsmarknadsstyrelsen) nel 1964, divenendone poi direttrice nel 1970.
Venne nominata ministra dell'immigrazione e dell'uguaglianza di genere nel 1973 dal ministro di Stato Olof Palme. Lasciò il dicastero nel 1976. Durante il suo mandato fu coinvolta nella controversa gestione del trasferimento dei tedeschi feriti a seguito dell'occupazione dell'ambasciata della Germania Occidentale a Stoccolma, avvenuta nel 1975.
Contemporaneamente, nel 1974, entrò al Riksdag, il parlamento svedese, dove vi rimase fino al 1990. Qui fu membro del comitato esecutivo del consiglio del partito socialdemocratico dal 1981.
Tra il 1982 e il 1987 fu ministra del mercato del lavoro, mentre divenne ministra della giustizia dal 1987 al 1988, anno in cui si dimise. Inoltre, fu nuovamente ministra ad interim della giustizia nel novembre 1983.
Nel 1984 Anna-Greta Leijon fu presidente dell'Organizzazione internazionale del lavoro, agenzia delle Nazioni Unite, e nel 1988 divenne presidente della commissione parlamentare per le finanze fino al 1990.
In seguito all'assedio dell'ambasciata tedesca del 1975, si venne a conoscenza del piano del terrorista tedesco Norbert Kröcher della Rote Armee Fraktion per rapire Anna-Greta Leijon con l'obiettivo di scambiare la politica per otto dei suoi compagni detenuti nelle prigioni tedesche. Il piano, che venne ribattezzato "Operazione Leo", venne intercettato dalla Säkerhetspolisen, facendo sì che Kröcher venisse arrestato a Stoccolma. Fu quindi trasferito dalla Svezia nel 1977 alla Germania. Leijon fu scelta come vittima del rapimento in quanto ministra e perciò responsabile della legislazione terroristica.

### Altre attività
Nel 1992 divenne direttrice generale dell'Istituto nazionale di salute sul lavoro (Arbetsmiljöinstitutet). Dopo la sua attività politica, Anna-Greta Leijon ebbe diversi incarichi pubblici, tra i quali quello di presidente della SVT dal 1994 al 2000. Nel 1995 succedette al regista Hans Alfredson come responsabile del museo all'aperto di Skansen a Stoccolma, incarico che mantenne fino al 31 agosto 2005.

### Morte
Anna-Greta Leijon morì a Stoccolma l'11 aprile 2024, all'età di 84 anni.

## Vita privata
Nel 1964 iniziò una relazione con Anders Leion, conosciuto all'Associazione degli studenti socialdemocratici, ed ebbe da lui due figlie tra cui la politica Britta Lejon. La coppia si separò nel 1970. Nel 1975 Anna-Greta Leijon si sposò con l'ingegnere Leif Backéus, ma i due divorziarono nel 1996.